# Корнилов, Юрий Петрович
Корнилов Юрий Петрович (7 июня 1953; Евпатория, Крымская область, РСФСР, СССР) — заместитель Председателя Верховного Совета Крыма в 1998—2002. Заместитель Председателя Совета министров Крыма в 2007—2010. Кандидат политических наук.

## Образование
- 1975 — Одесский государственный университет им. И. И. Мечникова по специальности физика, теоретическая физика.
- 1986 — Высшая партийная школа при ЦК Компартии Украины.

## Биография
- 1975 — учитель физики Александровской средней школы, Красногвардейский район, Крымская область; 1975—1977 — учитель физики средней школы № 2, г. Евпатория.
- 1977 — начальник штаба ударной комсомольской стройки «Юный ленинец», г. Евпатория.
- 1977—1979 — заведующий отделом комсомольских организаций Евпаторийского горкома комсомола; 1979—1981 — второй секретарь Евпаторийского горкома комсомола; 1981—1984 — первый секретарь Евпаторийского горкома комсомола.
- 1986—1988 — инструктор Евпаторийского горкома партии.
- 1988—1998 — директор пансионата для родителей с детьми им. Ю. А. Гагарина, г. Евпатория.
- май 1998 — апрель 2002 — заместитель Председателя Верховного Совета Крыма.
- март 2007 — июнь 2010 — заместитель Председателя Совета министров Крыма.
- 2002—2007 и с 2010 — начальник Крымского филиала Государственного морского университета имени адмирала Ф. Ф. Ушакова

## Общественная деятельность
- Член Коммунистической партии Украины.
- Депутат Верховного Совета Крыма 3-го (1998—2002), 5-го (2006—2010) созывов.

## Награды
- Заслуженный деятель науки и техники Автономной Республики Крым.
- 1999 — Почетная грамота Президиума Верховной Рады Автономной Республики Крым.
- 2007 — знак отличия «За заслуги» I степени Морской государственной академии им. Адмирала Ф. Ф. Ушакова.

## Семья
Женат, имеет троих детей